# Supercoppa della Corea del Sud
La  Supercoppa della Corea del Sud era un torneo calcistico riservato alle squadre vincitrice della K League 1 e della coppa nazionale sudcoreana. Si disputò dal 1999 al 2006.

## Albo d'oro
| Stagione | Vincitore               | Finalista perdente    |               |
| -------- | ----------------------- | --------------------- | ------------- |
| 1999     | Suwon Samsung Bluewings | Anyang LG Cheetahs    |               |
| 2000     | Suwon Samsung Bluewings | Seongnam Ilhwa Chunma |               |
| 2001     | Anyang LG Cheetahs      | Jeonbuk Hyundai       |               |
| 2002     | Seongnam Ilhwa Chunma   | Daejeon Citizen       |               |
| 2003     | non disputata           | non disputata         | non disputata |
| 2004     | Jeonbuk Hyundai         | Seongnam Ilhwa Chunma |               |
| 2005     | Suwon Samsung Bluewings | Busan I'Park          |               |
| 2006     | Ulsan Hyundai Horangi   | Jeonbuk Hyundai       |               |

## Vittorie per squadra
| Squadra                 | Vittorie             | Finali perse   |
| ----------------------- | -------------------- | -------------- |
| Suwon Samsung Bluewings | 3 (1999, 2000, 2005) | 0              |
| Seongnam Ilhwa Chunma   | 1 (2002)             | 2 (2000, 2004) |
| Jeonbuk Hyundai         | 1 (2004)             | 2 (2001, 2006) |
| FC Seoul                | 1 (2001)             | 1 (1999)       |
| Ulsan Hyundai           | 1 (2006)             | 0              |
| Daejeon Citizen         | 0                    | 1 (2002)       |
| Busan I'Park            | 0                    | 1 (2005)       |

## Vittorie per città
| Città / Zona | Vittorie | Squadre                                    |
| ------------ | -------- | ------------------------------------------ |
| Suwon        | 3        | Suwon Samsung Bluewings (1999, 2000, 2005) |
| Anyang       | 1        | Anyang LG Cheetahs (2001)                  |
| Seongnam     | 1        | Seongnam Ilhwa Chunma (2002)               |
| Jeonju       | 1        | Jeonbuk Hyundai (2004)                     |
| Ulsan        | 1        | Ulsan Hyundai Horangi (2006)               |

## Vittorie per provincia
| Regione               | Vittorie | Città / Area | Squadre                                    |
| --------------------- | -------- | ------------ | ------------------------------------------ |
| Seul                  | 5        | (3) Suwon    | Suwon Samsung Bluewings (1999, 2000, 2005) |
| Seul                  | 5        | (1) Anyang   | Anyang LG Cheetahs (2001)                  |
| Seul                  | 5        | (1) Seongnam | Ilhwa Chunma (2002)                        |
| Ulsan                 | 1        | (1) Ulsan    | Ulsan Hyundai Horangi (2006)               |
| Jeolla Settentrionale | 1        | (1) Jeonju   | Jeonbuk Hyundai (2004)                     |
| Chungcheong           | 0        |              |                                            |
| Gangwon               | 0        |              |                                            |
| Jeju                  | 0        |              |                                            |

* Horang-i significa tigre, Chinma significa pegaso